# کاپرولاکتن
کاپرولاکتن (به انگلیسی: Caprolactone) با فرمول شیمیایی C6H10O2 یک ترکیب شیمیایی است. که جرم مولی آن ۱۱۴٫۱۴ گرم بر مول می‌باشد. 